# Vergine bella
Vergine bella, che di sol vestita o semplicemente Vergine bella è la lirica CCCLXVI (366), nonché la canzone XXIX (29) e la lirica conclusiva, del Canzoniere di Francesco Petrarca.

## Il testo
Vergine bella, che di sol vestita è il componimento di chiusura dei Canzoniere di Francesco Petrarca, e assume quindi un ruolo di fondamentale importanza nella struttura dell’opera e nel senso della poetica dell'autore.
È una canzone di preghiera, in cui il poeta chiede alla Madonna di "liberarlo" dall’amore terreno per Laura (Mortal bellezza, atti et parole m’ànno tutta ingombrata l’alma.), per lui motivo di innumerevoli patimenti, e di intercedere presso Dio affinché accolga il suo spirito in pace (Raccomandami al tuo figliuol, verace homo et verace Dio, ch’accolga ’l mïo spirto ultimo in pace.).
La Canzone presenta il seguente sviluppo tematico:
- nella prima stanza il poeta celebra la bellezza della Vergine e la prega di soccorrerlo, affinché possa liberarsi dal peccato: la Vergine accoglie sempre le preghiere di chi ha fede nell'invocarla;
- nella seconda stanza il poeta loda la saggezza della Vergine e la supplica di illuminare il suo animo incerto e senza guida: la Vergine protegge gli uomini contro le avversità del peccato e della fortuna;
- nella terza stanza il poeta glorifica la purezza della Vergine e la implora di redimerlo dal peccato: la Vergine aiuta l'uomo a salvarsi nel momento della morte;
- nella quarta stanza il poeta esalta la santità della Vergine e la invoca affinché conceda la vera beatitudine nel suo animo: la Vergine è pietosa e giusta;
- nella quinta stanza il poeta loda la perfezione della Vergine e le chiede di guidarlo verso la salvezza: la Vergine porta gioia;
- nella sesta stanza il poeta magnifica la Vergine stella luminosa nel mare tempestoso della vita terrena e la prega di salvarlo;
- dalla settima stanza al Congedo il poeta rievoca il proprio amore per Laura; si dice pentito e, con la consapevolezza dell'approssimarsi della morte, chiede alla Vergine di prendere il posto di Laura per condurlo dalla vita terrena a quella ultraterrena: la Vergine può mettere fine alla sofferenza del poeta e purificarlo da tutti i suoi peccati.

La lirica presenta una forte tensione spirituale ed ha il tono di una confessione verso Maria invocata dal poeta a giustificare gli errori commessi: Petrarca vive tra il peccato e le ansie di redenzione, tra una solenne tensione spirituale e il ricordo delle passioni terrene.
I versi sono contraddistinti da espressioni liturgiche e da accenti mistici. Il vocativo Vergine è la parola iniziale del primo e del nono verso di ogni stanza, cosicché il ritmo è quello di un'invocazione strutturata rigorosamente. Nel congedo il poeta non si rivolge alla Canzone, ma ancora alla Vergine perché lo accolga nella pace eterna.

## Struttura metrica
Si tratta di una canzone di dieci stanze (o strofe), ciascuna di tredici versi (dieci endecasillabi e tre settenari), con rime secondo lo schema ABC BAC nella fronte, Cd-dCEfE nella sirma, collegata alla fronte dalla chiave (C). L'ultimo endecasillabo di ogni stanza ha una rima al mezzo con il settenario precedente. Il congedo ripete lo schema della sirma.

## Trasposizioni musicali
Nel XV secolo il compositore franco fiammingo Guillaume Dufay musicò i versi della canzone di Petrarca.
Nel 1510 il compositore veronese Bartolomeo Tromboncino pubblicò la canzone in forma di frottola.
Nel 1594 Giovanni Pierluigi da Palestrina pubblicò una sua partitura per 5 voci a cappella nei Madrigali spirituali.
Due sono le versioni per orchestra e soli composte don Luigi Guida negli anni 1925/1926.